# DyNAbyte
I DyNAbyte sono un gruppo di industrial metal nato nel 1998.

## Storia del gruppo
I tre membri fondatori del gruppo sono Giallo (voce), LJ Dusk (chitarra) e John (basso). Nel 1999 pubblicano il primo demo che propone dei brani caratterizzati da basi di batteria e tastiere elettroniche, chitarra e basso elettrici in stile metal e voce melodica.
Nel 2000 realizzano un altro demo e nel 2001 Cadaveria subentra a Giallo alla voce, rendendo il sound del gruppo più aggressivo, grazie alla sua tecnica di canto gutturale (growl).
Subito registrano un ulteriore demo grazie al quale ottengono un contratto discografico con l'etichetta russa CD-Maximum, con la quale nel 2004 pubblicano l'album d'esordio Extreme mental piercing, a cui segue la pubblicazione del video clip promozionale "I'm my eNemy".
Il secondo album dei DyNAbyte 2KX viene registrato e mixato tra il 2009 ed il 2010, e viene pubblicato in data 10 ottobre 2010 (10/10/10) su chiavetta USB, completamente autoprodotto dal gruppo stesso. Le buone recensioni che ne seguono gli valgono un contratto con l'etichetta italiana Wormholedeath/Dreamcell11 che il 25 febbraio 2011 pubblica l'album 2KX su CD. Il 30 luglio 2011 viene pubblicato il video clip promozionale della canzone "Wave", tratta dal secondo disco dei DyNAbyte.

### Nome
Come riportato nella biografia ufficiale, il nome DyNAbyte deriverebbe dalla fusione delle parole inglesi dynamite (dinamite) e byte (unità di misura delle capacità di memoria dei computer). La scrittura con le lettere D N A maiuscole vorrebbe mettere in evidenza la presenza della sigla DNA (acido desossiribonucleico).

## Discografia

### Album in studio
- 2004 - Extreme Mental Piercing
- 2010 - 2KX

## Videografia
- 2005 - I'm My Enemy
- 2011 - Wave

## Formazione

### Attuali
- Cadaveria - voce (ex-Opera IX)
- LJ Dusk - chitarra
- John - basso (Cadaveria, ex Necrodeath, Raza de Odio)

### Ex componenti
- Giallo - voce (1998-2001)